# Feliciano Montenegro Colón
Feliciano Ramón de la Merced Montenegro y Colón (Caracas, 9 de junio de 1781-Ibidem, 6 de septiembre de 1853) fue un militar y pedagogo venezolano.
Hijo del gallego José Cayetano López de Montenegro, abogado de la Real Audiencia, y la criolla caraqueña Juliana Colón y Madrid. Por parte de madre, al parecer, estaba emparentado con la familia de Simón Bolívar. Tuvo una infancia privilegiada, con acceso a la mejor educación accesible en Caracas, pues pertenecía a una de las familias más ricas del país, propietaria de mucho ganado, casas y esclavos. Se sabe que empieza su educación formal en el Seminario de Caracas, graduándose en 1797 de la Real y Pontificia Universidad de Caracas con el Bachiller en Filosofía.
En 1798 inicia su carrera militar como cadete del batallón Veterano de Caracas, pero gracias a su posición social pasó al regimiento De la Reina, acantonado en el cuartel San Carlos, donde se entrena por cinco años hasta ser enviado a España en 1803. Durante los siguientes siete años continúa su carrera como oficial pero también estudia matemáticas y otras ciencias. A la vez, participa del sitio a Gibraltar contra los ingleses, la expedición a Dinamarca y en la Guerra de Independencia Española. A fines de 1810, la Junta Suprema Central se retiró a Cádiz y fue enviado en misión política a Caracas, considerando que su origen y contactos le harían más fácil hacer de enlace; para entonces era capitán primero del batallón Ligero de Infantería de Tiradores de Cádiz. Desembarcó en La Guaira el 27 de enero de 1811, pero sólo estuvo en su ciudad natal hasta julio de ese año. Había sucedido que en Venezuela ya se había organizado la Junta Suprema de Caracas y se había convocado un Primer Congreso, que inició sesiones el 2 de marzo. Ante aquella situación, Montenegro decidió considerar su misión finalizada y servir al nuevo gobierno venezolano que se proclamaba defensor de los derechos del rey Fernando VII de España.
Sin embargo, el 5 de julio el Primer Congreso aprobó la Declaración de Independencia y la fundación de la Primera República de Venezuela. Pocos días antes, Montenegro, estando en desacuerdo con tal declaración, decidió marcharse en secreto de Venezuela, por lo que fue nombrado traidor y se le acusó de llevarse importantes documentos de la Secretaría de Guerra, algo que él siempre negó. Al volver a España informó de la situación en su tierra natal y pidió volver a combatir a los franceses, lo que hizo hasta en fin del conflicto. Cuando se organizó la expedición de Pablo Morillo se negó a participar y espero hasta noviembre de 1815, cuando llegaron noticias de la aparente pacificación de Venezuela, para volver. En enero de 1816 ya había regresado y era presidente del Consejo de Guerra en Caracas, del Tribunal Militar de Proscripciones y la comandancia de los valles del Tuy. En 1817 fue jefe militar y gobernador de Barcelona, en 1820 Gobernador Interino de Maracaibo y en 1821 como teniente coronel jefe del Estado Mayor del ejército realista en Carabobo. Fue acusado de utilizar su posición de poder para violentar a sus enemigos personales y quitarles sus propiedades, algo que niegan historiadores como Rafael María Baralt. Después del desastre escapó a Valencia, Puerto Cabello, Puerto Rico y finalmente a España.
Fue destacado por su rechazo a las prácticas de saqueo y ejecuciones sumarias perpetradas durante la guerra a muerte, entrando en conflicto con oficiales Morillo, Francisco Tomás Morales, Juan Aldama, Salvador de Moxó Quadrado y otros. En 1817, durante el sitio de Barcelona, trató de impedir a Aldama el ejecutar a los prisioneros, enfermos y heridos. Cinco años después presentó una protesta al rey y las Cortes contra el comportamiento de los mencionados oficiales españoles.
Estando en la península, suprimió el motín de la Guardia Real el 7 de julio de 1822, siendo con el título de “Benemérito de la Patria” por el gobierno liberal. Durante ese año fue ascendido a coronel y fue nombrado jefe del Estado Mayor en Puerto Rico, sin embargo, al año siguiente pidió su retiro y se trasladó a Cuba. Sin embargo, al retornar el absolutismo, su solicitud fue denegada y nombrado jefe del Estado Mayor en Cuba. Durante ese tiempo trabaja en la elaboración de un Atlas de Cuba. En 1826, a pesar de sus servicios, se entera de que el gobierno absolutista no confía en él y planean arrestarlo y fusilarlo, así que escapa a México, donde ayuda a planificar una expedición a Cuba pero al estallar una guerra civil en 1828-1829 debe trasladarse nuevamente, esta vez a Nueva York.
En 1831 vuelve definitivamente a Caracas. En los últimos años de su vida, al volver a su país natal, se la pasó suplicando por ayuda, puesto que la guerra había acabado con la fortuna de su familia. Ya anciano, entre 1831 y 1846 se dedicó a la educación y la escritura. Abogó por crear un sistema educativo, ideado por él, que tenía por objetivo expandir la educación primaria, mejorar el entrenamiento de maestros e introducir estudios prácticos. En 1836 abrió el Colegio de la Independencia donde llevó a la realidad sus ideas. Su plan de estudios incluía matemáticas, geografía, física, música, dibujo, español, inglés y francés. Los exámenes se realizaban ante padres y amigos, con música, discursos y premios a los mejores. Los profesores tenían que hacer a clases a cursos mucho menores que el promedio (para esa época usualmente era de 100 o más). Dicha institución recibió el patronazgo de varias familias distinguidas del país.

## Obras
- Manifiesto que hace el Teniente-Coronel D. Feliciano Montenegro Colón... sobre la conducta que observó en Maracaibo..., 1820.[21]
- Contestación al Suplemento del Fanal del 13 del corriente, 1821.[22]
- Exposición que hace a las Cortes el Teniente Coronel Feliciano Montenegro sobre varios acontecimientos de Costa Firme..., 1822.[23]
- Verdaderos Acontecimientos de Venezuela a Principios del año 1821, o sea refutación de lo que con este motivo ha dicho el Coronel D. Sebastián de la Calzada en su papel titulado Idea Sucinta del carácter y disposición del Mariscal de Campo D. Miguel de la Torre, General en Jefe que ha sido del Ejército expedicionario de Costa-Firme..., 1823.[24]
- Lettre du Colonel F. Montenegro dans la quelle il donne un précis de sa conduite pendant le temps qu’il a été au service de l’Espagne, 1827, en inglés y francés.[25]
- Exposición de la conducta de Feliciano Montenegro Colón, 1830.[26]
- Conducta Militar y Política de Feliciano Montenegro Durante su Dependencias del Gobierno Español – Demostración de sus Servicios a la Causa Americana bajo la Protección de la República Mexicana, 1831.[27]
- Geografía General, cuatro volúmenes, 1833-1837.[14]
- Manifestación Documentada en Justa Defensa de Feliciano Montenegro Colón, 1846.[28]
- Recuerdos Históricos y Curiosidades Útiles, a la vez que escarmentadoras hasta para aquellos que no reflexionen mucho sobre ellas, 1847.[29]